# Terremoto de Managua de 1931
El terremoto de Managua de 1931, llamado localmente terremoto del 31, fue un sismo de magnitud 6.0 grados en la escala de Richter que destruyó la capital de Nicaragua, a las 10:02 a. m. hora local (16:02 UTC) del Martes Santo 31 de marzo de 1931. Su epicentro se ubicó en la falla del Estadio (llamada así por atravesar el actual Estadio Stanley Cayasso, que entonces era la Penitenciaría Nacional). Causó cerca de entre 1200 y 1500 muertos, más de 2000 heridos y 45 000 damnificados, al igual que pérdidas económicas de 35 millones de dólares causadas por el sismo y el consecuente incendio. El desastre sembró las semillas del siguiente terremoto del 23 de diciembre de 1972, pues muchas casas y edificios dañados, hechos de taquezal (armazón de madera con entrepanos de reglas, rellenos con piedras y después revestidos de argamasa mezcla de agua con lodo y hierba) u hormigón, se repararon inapropiadamente con repello dejando las grietas en sus bases y estructuras por lo que se derrumbaron con ese sismo.

## La destrucción y los daños

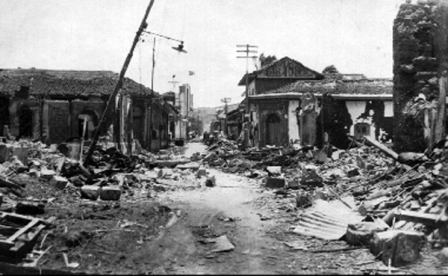
Ruinas de Managua después del terremoto

A las 10 y 23 minutos de la mañana del 31 de marzo de 1931, Martes Santo (en plena Semana Santa), la ciudad fue sacudida por un temblor que empezó de una manera lenta y fue aumentando en vitalidad hasta culminar en terremoto que causó la destrucción de Managua. 
En los mercados, almacenes y tiendas de comercio que estaban atestadas de gente que se preparaba para la Semana Santa, fue mayor el espanto y la confusión. Los que habían quedado con vida corrían como locos en distintas direcciones. 
Por las materias inflamables de las boticas y las cocinas de leña, empezó un feroz incendio que devoró más de veinte manzanas del radio central; incendio que se propagaba libremente sin que nadie pudiera contrarrestarlo, pues no era el momento para dedicarse a esas atenciones. Cada quien buscaba en los escombros a su madre, a su padre, al hermano, al hijo. Managua, convulsa siempre por los pequeños temblores que siguieron después del terremoto, era solo un lamento entre las ruinas, en las calles desoladas y en el ambiente trágico. 
Cayeron el Palacio de Comunicaciones, los mercados Central y San Miguel, el teatro Variedades, la Casa del Águila, los templos de Candelaria, San Antonio, San Pedro. También, la Penitenciaría Nacional (ubicada donde hoy es el Estadio Stanley Cayasso), donde murieron centenares de reos y alienados. Los mejores edificios del radio central y el que no se derrumbó en la ciudad, quedó averiado. 
Quedaron en pie solamente la armazón de hierro de la Antigua Catedral en construcción (apenas iniciada tres años antes en 1928), la Casa Pellas, el Club Social, el Palacio del Ayuntamiento, el Palacio Nacional (incendiado posteriormente por los marines estadounidenses en un arranque de furia) y la Casa Presidencial de la Loma de Tiscapa, y uno que otro edificio de particulares. Más de mil personas perecieron en esa hora trágica, y otro tanto quedó golpeado o lisiado para el resto de su vida. 
En medio de aquel lugar de ruinas y de dolor, surgía impasible la figura evangélica de Monseñor José Antonio Lezcano y Ortega, Arzobispo de Managua, que de un lado para otro se multiplicaba socorriendo a los agonizantes o dando consuelo a los que lloraban la muerte de un deudo. Su figura se agigantaba entre los escombros y entre los cadáveres. Era el pastor estoico y resignado ante la obra de la naturaleza, que veía morir a su pueblo, y que arriesgandose ante el peligro repartía bendiciones. Era Jesús aplacando la tempestad en el mar de Tiberiades y dando muestras de valor a sus apóstoles. 41 años, 8 meses y 22 días después Monseñor Miguel Obando y Bravo, S.D.B. (elevado a Cardenal en 1985) recorrería las calles por 20 horas para auxiliar a los damnificados del terremoto del 23 de diciembre de 1972.
Cuanta diferencia con aquel otro que en la misma hora fulminaba anatemas contra la ciudad mártir. Monseñor Canuto Oviedo y Reyes, obispo de Granada, afirmó en su carta pastoral Digitus Deo Est (El dedo de Dios está aquí) que el desastre era un castigo divino, pues ese mismo día un grupo de muchachas iría a un balneario en el Océano Pacífico, lo que interpretó como blasfemia.
Pasado el primer momento de estupor, empezó la obra de salvamento. Muchas personas estaban ilesas bajo los escombros y pudieron rescatarse, como Francisco Solórzano Lacayo, y otros que no se recuerdan. 
Centenares de cadáveres sin identificar se llevaron en camión al cementerio y se echaron a la fosa común; una zanja especial que se hizo prontamente. Más tarde se colocó allí un monumento costeado por los obreros.

## El Presidente Moncada y las medidas
El terremoto sorprendió al Presidente de Nicaragua general José María Moncada disfrutando las vacaciones de Semana Santa en su residencia campestre llamada Palacete de Venecia a la orilla de la laguna de Masaya. La noticia del desastre le llegó después que la información recorriera un largo periplo por los sistemas militares de radio de los marines (Nicaragua estaba intervenida por la Infantería de Marina de los Estados Unidos) y la Tropical Radio, también estadounidense, que informaron a Washington D. C., luego a Nueva York, de ahí llegó a San Juan del Sur en el departamento de Rivas por cable y a Masatepe por telégrafo a Masatepe de donde salió un mensajero llevando la fatal noticia a dicho palacete. Moncada llegó el mismo día a Managua por la tarde e instaló una improvisada Casa Presidencial en la residencia de su primo y subsecretario de Relaciones Exteriores Anastasio Somoza García, (futuro Jefe Director de la Guardia Nacional y presidente de la república) frente a la ermita del Perpetuo Socorro, esquina opuesta al Campo de Marte; allí le llegaron las condolencias de diplomáticos y jefes de Estado, de todos los países del mundo incluyendo las del Papa Pío XI, Herbert Hoover (Presidente de los Estados Unidos) y las de Henry L. Stimson. Más tarde el Gobierno del general Moncada se trasladó temporalmente a la ciudad de Masaya, que por algunos días fue la capital.
La ley marcial fue decretada y los marines la aplicaron, se usaron cartuchos de dinamita para demoler los edificios no destruidos y así detener el avance de las llamas. Pero las explosiones causaron más destrucción que el mismo terremoto; esta experiencia evitó el uso en el siguiente terremoto del 23 de diciembre de 1972.

## Muertos
Señorita María Hueso, Leticia Abea (vendedora de la tienda de Egon Lenz). José Moreno (tipógrafo), Edda Irías Zamora Br., Gilberto Saballos, Josefa Sandino, Napoleón Ré., Dona Yelba Castillo, Francisco G. Avellán, Aurora Sandino, 2 señoritas de apellido Stadthagen, Blanca Monje. Chepita Oreamuno, Alicia Sandino, Lucita Mora Oreamuno, Graciela Meléndez, Pedro Mora Oreamuno. Juana Mercado, Vicente Mora Oreamuno, Gregoria García, José Antonio Mora Oreamuno, Rosa de Mejía. Pedro Pablo Argüello, Carmela Ruiz, Federico K. Morris (murió el 1 de abril de 1931), Margarita Ramírez, Francisca Montealegre de Solórzano. Leticia Martínez, Paula Morales de Delgado, Petronila Zambrana, señorita Inés Saballos, Inés Martínez. Señorita Chepita Sevilla, Sabina Cajina, Dominguita Cubillo v. de Corea, Matilde Cáceres, Margarita Selva de Robleto Gallo. Luisa Toval, Elsa Anzoátegui de Mejía, Eugenia Torres, señorita María Leticia Abea, Alicia Alemán. Ernestina Hurtado de Ruiz, Virginia Silva M, nietas de Ernestina: Dorita y Soledad. Ana Castillo, Sinforoso Saénz R, Petronila Aguilar, niño Enrique Elizondo, Josefa de Rodríguez. Roque Matamoros, Gertrudis Benavente, Carmen Fonseca Saballos, Armando (hijo de Gertrudis Benavente). Dr. Leopoldo Rosales, Carmen Guillén de Estrada, Alicia Baca de Godoy, Sofía Rivera, señorita Rosa Cifuentes. Ana Rosa García, señorita María Arce, Josefa Bermúdez de Cuadra, niña Telma Leal, Isabel Picado. Adolfo Romero, Isabel (hija pequeña de Isabel Picado), Ramón A. Reyes, Juana Rivera, Sor Conchita (Superiora del Hospital General), Francisca de Castillo. Rosalía Martínez y Juana Guillén. 
En la Penitenciaría murieron el mayor del cuerpo de Marinos, Dr. Hugo Baske, el teniente Jaime F. Diekey, 24 soldados y casi todos los reos. En la calle, por el comercio y en sus respectivos automóviles perecieron: la señorita del oficial J. D. Murray Lea Rossich, esposa del teniente Louis Rossich, y su hijo Louis. 
En los mercados se identificaron 65 cadáveres de mujeres y 17 de varones, los que recogieron sus dedos. Algunos por el estado lastimoso en que quedaron, sin identificar, se les llevó a la fosa común. Carmen Malespín, María Galo de Ruiz, Jacinta Miranda, Leonor Castillo, Genoveva de Tapia. Teresa Dubón, Virginia Muñoz, Berta López, Rosa Luna de Quintana, Dolores Santamaría de Solórzano. Rosario Robleto, Francisco Meléndez, Rosa Palacios, Juana Méndez, María Fonseca que ya había salido del mercado pero regreso a buscar unos documentos, cuando le cayo una viga. María Helen Peters, Amanda Miranda (nieta de Jacinta), Domingo Castillo (hijo de Leonor Castillo), Alfredo García, Salomón Rivera. Domingo Fonseca, Jesús Estrada, Juan Galeano, José María Baltodano, José Francisco Picado. Clemente Cabezas, Luis Castillo, Jesús García, Mauricia Rodríguez E., Ritana de Morales. Petronila Aguilar, Margarita Baca, Tiburcio Rayo, Adolfo Romero, Manuel Fonseca. Gustavo Munguía, Adán Sandino, Julio Espinosa G., 
Ana Castillo, Olga Morales A. Herminia de Meléndez, Matilde de Briceño (esposa de Julio Briceño Rivera) junto al niño (6 años) Salomón Briceño Rivera (hijo de Jacinta Rivera y Eugenio Briceño). Matilde y el niño Salomón murieron en el mercado Central; cuando comenzó el terremoto, Matilde corrió con el niño en brazos hacia el fondo del mercado en vez de la parte frontal que estaba más cerca y lamentablemente una de las paredes les atrapó hasta la mitad del cuerpo donde murieron por múltiples fracturas. Mercedes Fitoria y Adrián Zavala, a quien encontraron en unos escombros muchos días después.

## Consecuencias
Muchos edificios y casas de taquezal que sobrevivieron al sismo quedaron en pie, pero les repararon las paredes, dejando ocultas las lesiones en sus bases razón por la cual 41 años, 8 meses y 22 días después cayeron en el terremoto de 1972. El Palacio del Ayuntamiento (construido en 1927) y la Casa Presidencial, recientemente inaugurada el 4 de enero, quedaron dañados levemente; en esta última una parte del costado sur cayó en la laguna de Tiscapa. Ambos fueron "reparados" cosméticamente, teniendo sus bases dañadas, por lo que se derrumbaron en 1972.

## La ayuda internacional
Las hermanas Repúblicas de Centroamérica inmediatamente después del terremoto enviaron los primeros socorros por la vía aérea, consistentes en alimentos, medicinas y dinero. El primer auxilio que llegó fue el de El Salvador, de cuya comisión era jefe el General Trabantino, caballeroso y noble en tales circunstancias. 
Los golpeados y heridos, que llegaron a dos mil, fueron enviados a los hospitales preparados de emergencia en León, Masaya y Granada, porque en Managua era imposible atenderlos. La ciudad destruida era un solo lamento. Hogares enlutados, riquezas destruidas, quemado el Archivo Nacional donde existía toda la documentación histórica de Nicaragua. Dichosamente se salvó la Biblioteca Nacional. El gobierno creó un fondo para damnificados del desastre.
A raíz del terremoto aterrizó en Managua, manejando su propio avión, el millonario norteamericano Will Rogers, quién obsequió cinco mil dólares para los damnificados; este rasgo humanitario del filántropo yankee, causó honda sensación y el gobierno, agradecido, puso su retrato en las estampillas de correo. 
A los pocos meses después del terremoto, vinieron discos de México con una canción hondamente sentida, cuya música y letra era del cantante mexicano Guty Cárdenas, quién se inspiró en nuestro propio dolor para externar sus sentimientos por medio de la poesía y del pentagrama. Poco tiempo después el artista Guty Cárdenas murió asesinado en la Ciudad de México. Managua le agradece su recuerdo y deplora su triste fin. 
El operador del inalámbrico de la Tropical radio Telegraph Company, Mr. S. M. Craigie, que se encontraba de turno, fue quién de Portezuelo dio aviso al mundo de la desgracia que ocurrió. El Teniente Harold D. Hoke, aviador del cuerpo de marinos de los Estados Unidos, voló hacia Corinto para urgir socorro inmediato de medicinas, de los vapores de guerra surtos en la bahía. 
En el Vapor Corinto, el jueves 2 de abril desembarcó en Corinto una parte de la Cruz Roja Salvadoreña y el domingo 5 de ese mismo mes a bordo del vapor Venezuela llegó el resto encabezado por su jefe el general José Tomás Calderón, inspector general del Ejército de su país; Dr. José A. Fernández, Agustín Rivera y Ricardo Moreira, y las enfermeras Olimpia Montes, Hercilia Turner, Rosibel Romero, Cristina y Anita Goens y Carmen Moreno. Esta misión trajo además 150 qq. de azúcar, medicinas, aparatos telefónicos, telegráficos y alambre en gran cantidad para restablecer los servicios de comunicaciones. A la Misión salvadoreña debe Nicaragua que las comunicaciones con Managua no hayan sido interrumpidas por un tiempo indefinido, pues éstas fueron restablecidas con gran rapidez. 
El jueves 9 del mismo mes, llegó a Corinto el vapor Kreta con la Cruz Roja de Costa Rica, integrada así: Jefe de la misma, Dr. Warren H. Morry, Dr. Inocente Moreira, nicaragüense; Dr. Onofre Villalobos y Elías Calderón, Francisco Bonilla, Manfredo Pentzke, José Emilio Bolaños, Ernesto Oviedo, Luis Esquivel, Juan M. Morales, Cornelio Vargas, Ernesto Lacayo, Gilberto Tercero y Ramón M. Padilla. esta misión trajo para los damnificados, tiendas de campaña, 5,000 inyecciones antitetánicas y gran cantidad de medicinas, 1,000 camisolas, 1,000 calzoncillos, 1,000 pantalones, y 1,000 pares de calzado. Además de esto también traía el contingente del diario "La Tribuna", de San José, Costa Rica, consistente en maíz, arroz y frijoles. 
Por la vía aérea también llegaron a Managua, la Cruz Roja de los Estados Unidos, la Cruz Roja de Panamá, encabezada por la distinguida señorita panameña Enriqueta Morales, y la Cruz Roja de Guatemala, formando parte de esta última el Dr. Rodolfo Espinosa R. que fue Vicepresidente de la República, y por la vía del Tempisque, la Cruz Roja de Honduras. 
Todas estas misiones prestaron valiosos servicios tanto en la capital como en otras ciudades donde se encontraban refugiados los damnificados. Fue la Cruz Roja salvadoreña la que más se distinguió. 
Un caso curioso y providencial ocurrió en el Barrio de la Penitenciaría. A la hora del terremoto un hombre estaba cavando un pozo, a una profundidad de 30 varas. Creyó el pobre hombre que ya había llegado a su última hora al ver que las paredes del pozo se bambaleaban y gritó desesperadamente; pero en vano, nadie estaba en ánimo de extraerlo de aquella profundidad. El brocal que ya estaba concluido, cayó totalmente; pero hacia afuera, sin caer ni una arena en el agujero donde estaba el hombre. este fue sacado sano y salvo. 

## Pugna por el traslado de la capital
Detrás de la tenebrosa pastoral de Monseñor Canuto Oviedo y Reyes estaba la intención de despojar a Managua de su estatus de capital de la República (el 5 de febrero de 1852 fue elevada a tal categoría para terminar con las pugnas entre León y Granada por la capitalidad) y trasladarla a Granada. La opinión del pueblo granadino, inspirándose en la pastoral episcopal, opinaba que "la capital no podía estar en un sitio maldito". Inmediatamente después de dicha pastoral, en el seno del Congreso Nacional reunido de emergencia en Masaya, el prestigioso tribuno granadino, Doctor Carlos Cuadra Pasos, abogó por trasladar la capital a otra "ciudad"; el ministro de Hacienda Antonio Barberena, puso a disposición del Presidente Moncada su hermosa mansión en Granada para ser la residencia del Presidente de la República.
Al conocer las pretensiones de Granada, se apresuró otro movimiento similar en León, donde se formó una comisión integrada por el diputado Doctor Leonardo Argüello Barreto (futuro Presidente de Nicaragua, que sería derrocado el 26 de mayo de 1947 en un golpe de Estado que le dio el General Anastasio Somoza García a solo 26 días de su toma de posesión) y el General Francisco Parajón (ambos del oficialista Partido Liberal Nacionalista, PLN), quienes ofrecieron amplias facilidades para instalar al Presidente Moncada y su Gabinete, si trasladaban la Casa Presidencial a León. La pugna por el traslado de la capital se tornó seriamente conflictiva, pero el presidente Moncada dichosamente no era nativo de Granada, Masaya o León, sino de Masatepe y propuso el proyecto de extender la jurisdicción del Distrito Nacional de Managua hasta Masaya, para que en cualquier otra emergencia los Poderes Públicos pudiesen trasladar su residencia a Masaya, sin necesidad de un Decreto del Congreso Nacional; la propuesta implícita y explícitamente supeditaba el Municipio de Masaya al de Managua. Una idea que no agradó del todo a los masayas, pero el asunto se olvidó con el tiempo. Moncada ordenó que cada persona reconstruyera su casa, por lo que 10 años después del sismo no había escombros en la capital. Pero otro terremoto la destruiría nuevamente 41 años, 8 meses y 22 días después el 23 de diciembre de 1972, sin que hasta la fecha se haya reconstruido del todo, porque el centro capitalino fue confiscado por el Estado en 1973, prohibiéndose la reconstrucción.